# 神重徳
神 重徳（かみ しげのり、1900年（明治33年）1月23日 - 1945年（昭和20年）9月15日）は、日本の海軍軍人。最終階級は海軍少将。海軍兵学校48期生。

## 生涯

### 戦前
1900年（明治33年）1月23日、鹿児島県出水郡高尾野村（現在の出水市）の神焼酎製造（現神酒造）を営む父・神惣士の長男として生まれる。旧制鹿児島県立川内中学校から1917年海軍兵学校を受けたが不合格となり、同年10月10日、第48期補欠募集で 166名中29番の成績で入校。1919年10月8日、成績優等章授与。1920年7月16日、171名中10番の成績で海兵48期を卒業。海軍少尉候補生となり装甲巡洋艦「浅間」に乗組。
1920年8月21日、練習艦隊遠洋航海（ 基隆〜馬公〜香港〜シンガポール〜コロンボ〜ダーバン〜ケープタウン〜リオデジャネイロ〜サントス〜モンテビデオ〜バイアブランカ〜バルパライソ〜イキケ〜カヤオ〜タヒナ〜トラック〜サイパン〜母島〜父島方面巡航の西廻り世界一周）に出発。赤道地帯の石炭積みの重労働に閉口して「俺はもう海軍が嫌になった。日本に帰ったら故郷に帰り焼酎を作る」と言っていた。1921年（大正10年）4月2日、帰国した。4月9日、2等巡洋艦「矢矧(初代)」に乗組。6月1日、海軍少尉に任命。1922年7月12日、海軍砲術学校普通科学生に就任。12月1日、海軍水雷学校普通科学生に就任。1923年（大正12年）3月30日、1等海防艦「八雲」に乗組、少尉候補生指導官附。11月7日、練習艦隊遠洋航海出発（上海〜マニラ〜シンガポール〜バタヴィア〜フリーマントル〜メルボルン〜ホバート〜シドニー〜ウェリントン〜オークランド〜ヌーメリア〜ラバウル〜トラック〜パラオ〜サイパン方面巡航）。12月1日、海軍中尉に昇進。1924年（大正13年）4月5日、帰国。4月10日、1等駆逐艦「矢風」航海長心得兼分隊長心得に就任。12月1日、戦艦「山城」分隊長に就任。1925年（大正14年）12月1日、海軍大尉に昇進、海軍砲術学校高等科第25期学生に就任。この頃父が死に神は故郷に帰って後を継ぐべきか1か月ほど迷ったが、弟にやらせてうまくいかなかったら自分が代わると決めた。
1926年（大正15年）11月27日、海軍砲術学校高等科優等修了。12月1日、戦艦「伊勢」分隊長。1927年（昭和2年）12月1日、戦艦「扶桑」分隊長。当時の扶桑（艦長市村久雄大佐）には、石川信吾少佐（副砲長）、神大尉、福地周夫中尉、藤井斉少尉（五・一五事件首謀者、事件前に第一次上海事変で戦死）がいた。神は藤井のことを心配し、二人きりで話すこともあったという。
1928年（昭和3年）12月10日、海軍兵学校教官兼監事。病で留年した吉田俊雄に、分隊監事であった神は60kg近くある米俵を両手で持ち上げてみせ、「自分も大して力がある方ではない。しかし、吉田候補生も頑張ればこの程度の事はできる」と励ました。1930年（昭和5年）12月1日、巡洋戦艦「霧島」分隊長。
1931年（昭和6年）10月24日、海軍軍令部第1班第2課。12月1日、海軍少佐に昇進、3度目の受験で海軍大学校に甲種第31期学生として合格した。神は落ちたら焼酎屋のおやじに戻ると言っていた。1933年（昭和8年）5月20日、海軍大学校甲種を24名中首席で卒業。
5月23日、巡洋戦艦「霧島」副砲長兼分隊長。11月15日、軍令部出仕。12月6日、ドイツ駐在。1935年（昭和10年）4月1日、在ドイツ日本大使館附海軍駐在武官府補佐官補。12月11日、帰国。帰国後は親ナチスとなりヒトラーが勝つと周囲に説いた。神はヒトラー髭にもしていた。1936年（昭和11年）3月10日、海軍省出仕 兼軍令部出仕。
3月19日、海軍省軍務局第1課 兼艦政本部出仕。海軍大臣吉田善吾大将が軍務局に電話をかけた際、神（軍務局第一課）は電話相手が大臣とは思わず「どちらの吉田さんですか」と対応する。相手が大臣だと気づいた神は「ただいま神は席を外しております」と答えて電話を切り、しばらくしてから「先ほどは席を外しており失礼しました」と謝って用件に入ったことがあった。
海軍大学校時代の教官でもあった井上成美が、軍務局の上官だった。井上に論破されたことに「局長（井上）は座っていて、こっち（神）は立って議論するから負ける」と悔しがると、次の議論の際に「大学校時代は私（井上）が立って君（神）が座っていたが、議論は君の負けだった。今日は俺が立つから君が座れ」と返されている。神は日独伊三国軍事同盟賛成派の急先鋒であり、反対派の軍務局長井上成美の外務省との案件に神は抗議しにきたが、井上が更迭をほのめかすと神妙になり指示に従った。
12月1日、海軍中佐。1937年（昭和12年）11月20日、兼大本営海軍報道部員。1938年（昭和13年）5月18日、艦政本部出仕。1939年（昭和14年）5月1日、第五艦隊参謀。
1939年11月15日、軍令部第1部第1課兼大本営海軍参謀。1940年（昭和15年）11月15日、兼陸軍参謀本部参謀。1941年（昭和16年）10月15日、海軍大佐。

### 太平洋戦争
1941年（昭和16年）12月、太平洋戦争が開戦。5月27日の第36回海軍記念日で、平出英夫海軍大佐は「海戦の精神」というラジオ放送をおこなったが、朝日新聞が同放送について朝刊で取り上げなかったので、神は鹿江隆中佐と多田野佐七郎少佐を引き連れて海軍省の報道部別室を訪れ、朝日新聞記者に抗議をおこなった。
開戦後、神は兵備局を訪れ保科善四郎局長に、これからパナマ運河を爆破するからそういうことについて兵備局長の意見を聞きたいと相談したが、そこまで物を送るのに当時48日もかかるので保科は「冗談を言うな」と答えたという。(後日、パナマ運河攻撃を目的とした伊四百型潜水艦が開発されている。)第一段作戦の終結に伴い、第二段作戦計画が計画され、神は起案を担当した。
1942年（昭和17年）6月15日、横須賀鎮守府附。7月14日、新編された第八艦隊司令部参謀。第八艦隊司令長官は三川軍一中将、参謀長大西新蔵少将（三川中将は外南洋部隊指揮官）。第一次ソロモン海戦でガダルカナル島ルンガ泊地への艦隊夜襲作戦を立案し、米巡洋艦隊を撃破する。しかし、旗艦「鳥海」艦長早川幹夫大佐から再攻撃の進言があるも一航過のみで終わった。
1943年（昭和18年）2月上旬、第八艦隊（外南洋部隊）はガダルカナル島からの撤退作戦を立案、大成功を収める（ケ号作戦）。
3月上旬、大本営陸海軍部（昭和天皇）の指導により、南東方面艦隊（司令長官草鹿任一中将・兼務第十一航空艦隊司令長官）と第八方面軍（司令官今村均陸軍中将）はパプアニューギニアに対する第五十一師団の輸送作戦（第八十一号作戦）を実施することになった。南東方面艦隊（司令長官草鹿任一中将）は、第十一航空艦隊（司令長官草鹿任一中将/南東方面艦隊司令長官兼務）と第八艦隊（司令長官三川軍一中将）により編制されている。
八十一号作戦は航空戦力が劣勢であったため第三水雷戦隊（外南洋増援部隊）参謀半田仁貴知少佐が「この作戦は敵航空戦力によって全滅されるであろうから、中止してはどうか」と神（第八艦隊参謀）に申し入れたところ、神は「命令だから全滅覚悟でやってもらいたい」と発言。第十一航空艦隊と第八艦隊で編制されていた南東方面艦隊（南東方面部隊、指揮官草鹿任一海軍中将）は作戦を強行した。駆逐艦4隻と輸送船8隻を喪失する大損害により多数の人員機材を失い、ニューギニア方面の作戦に多大な支障を与えた。南東方面艦隊司令長官は責任を問われなかった。
1943年（昭和18年）6月14日、第五艦隊司令部付。6月22日、球磨型軽巡洋艦2番艦「多摩」艦長。キスカ島撤退作戦（ケ号作戦）に従い、突入に躊躇する第五艦隊司令長官河瀬四郎中将に「ぐずぐずしていると突入の時期を失する」と進言した。
同年12月15日、海軍省教育局第1課長。
1944年（昭和19年）5月15日、海軍省教育局第2第3課長兼務。神は高木惣吉海軍少将が中心となった東條英機内閣総理大臣暗殺計画に、実行メンバーの1人として加担していたが、暗殺実行直前に連合艦隊参謀に転出となり、更に東條内閣がサイパン島失陥が原因で総辞職した為に暗殺計画は日の目を見なかった。
神は、戦艦を主力とする突入作戦を積極的に主唱した。日本海軍は6月下旬のマリアナ沖海戦で完敗、サイパン島陥落は時間の問題となった（サイパンの戦い）。同時期、岡田啓介・米内光政・末次信正等は嶋田繁太郎大将（海軍大臣・軍令部総長）の更迭を意図して、サイパン島増援および奪還作戦を宣伝し、日本陸軍と昭和天皇もサイパン奪還に同調した。最終的に嶋田もサイパン奪還と逆上陸を主張。
これを受けて、神は軍令部に「戦艦の山城か扶桑と、特別陸戦隊2000名貸してほしい。サイパンに戦艦で乗り上げ浮き砲台とし奪還する」と具申する。神は自ら山城艦長となることを主張していた。大井篤（当時海上護衛総司令部参謀）によれば、神は「長門の艦長へ行く」と威張っており、戦艦「長門」の予定である。源田実（当時、軍令部第1部第1課部員）によれば、神は海軍全水上艦艇のサイパン突入を主張し「自分を戦艦大和艦長にしてくれ、自分だけでもこれをやる」と説いていた。
山本親雄課長は大本営の計画を説明したが、神は「陸軍では駄目。飛行機は海の上を飛べない。海軍で特攻隊をやるのだ」と主張した。しかし軍令部作戦部長中澤佑に却下された。
なお源田によれば、サイパン島奪回に熱心だったのは神だけではない。航空本部総務部長の大西瀧治郎中将は「マリアナを失っては戦に勝てない」として日本陸軍・日本海軍全力での作戦を主張していた。源田の案は「陸海軍の保有する全戦闘機を動員し、空母や硫黄島を経由してマリアナに片道進出させて制空権を奪取、そこに全艦艇と輸送船を突入させる」というものだった。結局、日本軍によるサイパン島総攻撃は実現しなかった。
1944年7月13日、連合艦隊司令部参謀。当時の連合艦隊司令長官は豊田副武大将、連合艦隊参謀長草鹿龍之介中将。この人事を知った大井篤海上護衛総司令部参謀は「戦艦、巡洋艦をひっさげて第一次ソロモン海戦の殴り込みを再現するのではないか」「海上護衛が軽視されるのではないか」と不安になったという。7月下旬に行われた軍令部主催図上演習では、第一機動艦隊を含めた殴り込み作戦が検討されたが、結論は出なかった。
10月2日、兼南方軍司令部参謀。
1944年10月中旬、台湾沖航空戦をきっかけに日本軍は捷一号作戦を発動。これに伴いレイテ沖海戦が起こり、同海戦で神風特攻隊が開始して以降、連合艦隊参謀として携わる。礼号作戦では草鹿龍之介連合艦隊参謀長と共に南西方面艦隊を現地訪問し、草鹿と神は残存海上艦船の出撃を促した。
レイテ沖海戦の際、本土に帰還した第二艦隊の山本祐二参謀より軍令部の山本親雄大佐に「味方航空兵力の支援のない場合、航空兵力優勢な敵を相手として戦闘するのは無謀も甚だしい。今後は一切今回のような無謀な戦闘は（連合艦隊司令部に）やらせぬようにしてもらいたい」と相談があった。もっともだと考えた山本大佐は軍令部総長や次長、第一部長などの承認を得たうえで連合艦隊を訪れ、同様の注意を行った。しかし神は「これまでの戦闘において失敗したのは勇気が欠けていたためである。勇気さえあれば優勢な敵航空兵力があっても、大艦をもって上陸作戦時の攻防戦に参加させることは必ずしも不可能ではない」と述べこれに承服しなかった。山本大佐が過去の戦訓を挙げて「これは単に勇気だけの問題ではない。」とも述べたが神は遂に自説を曲げなかったという。航空戦力のない艦隊が敵航空攻撃を防ぐのは困難であることは第二艦隊だけでなく第一機動艦隊からも同様の意見具申 が作戦後に提出されていたが、神のこの発言は現場のこういった現実を連合艦隊司令部は認識しようとしていなかった事を示している。
1945年（昭和20年）1月25〜30日、桜花部隊で組まれた第11航空戦隊総合訓練研究会があり、2月1日、草鹿龍之介連合艦隊参謀長は11航空戦隊を正規作戦に使用することを希望した。神ももう一度総合訓練の後正規に使いたいと要望したが、その総合訓練はないまま、桜花は第五航空艦隊（司令長官宇垣纏中将）の指揮下で実戦に投入された。
沖縄作戦が始まると、連合艦隊司令部では、第二艦隊について「空襲で撃破されるよりは」「全軍特攻という時に水上艦艇が何もしないで良いのか」という意見があった。神は大和型戦艦1番艦「大和」（第一航空戦隊）による海上特攻を主張した。連合艦隊参謀長草鹿龍之介中将も「悔いなき死所を得させ、少しでも意義ある所に」と早期出撃案に同意せず、熟慮していた。連合艦隊司令部では構想として海上特攻も検討はされたが、沖縄突入という具体案は草鹿参謀長が鹿屋（第五航空艦隊、司令長官宇垣纏中将）に出かけている間に神が計画した。神は「航空総攻撃を行う奏上の際、陛下から『航空部隊だけの攻撃か』と下問があったではないか」と強調していた。当時、昭和天皇は及川古志郎軍令部総長に対し「水上部隊はどうする」と質問していたという。
神は参謀長を通さずに豊田長官に直接決裁をもらってから「参謀長のご意見はどうですか？」と話した。草鹿は「決まってから参謀長の意見はどうですかもないもんだ」と立腹したが、第二艦隊司令部に赴くことになった。一方、神は軍令部へ向かい、反対する作戦課長富岡定俊を通さずに軍令部次長小沢治三郎中将から直接承認を得た。神は草鹿参謀長に大和へ説得に行くように要請し、草鹿参謀長は戦艦「大和」の第二艦隊司令長官伊藤整一中将に作戦内容を伝え説得し、大和による海上特攻が決定した。
淵田美津雄参謀は「神が発意し直接長官に採決を得たもの。連合艦隊参謀長（草鹿）は不同意で、第五航空艦隊（宇垣）も非常に迷惑だった」という。後日、草鹿（連合艦隊参謀長）は大和特攻について「やむを得なかった」と回想している。
1945年（昭和20年）4月25日、兼 海軍総隊司令部参謀。連合艦隊司令部では神のみ機帆船による逆上陸構想を唱えていた。
6月20日、第10航空艦隊参謀長となり、終戦を迎える。9月15日、千歳飛行場から神は練習機「白菊」で移動するが津軽海峡に不時着、神の指示で他は全員で泳いで陸を目指しアメリカ軍の駆逐艦に救助されたが、神は行方不明となる。千歳飛行場勤務の武藤誠によれば直前まで大橋富士郎司令と快活に会話しており、息子の神重隆も父の強気の性格から考えて、自殺ではなく疲労による水死だろうという。なお、殉職により特別進級で少将となった。享年45。

## 人物
- 神は狂信的な言動で知られ「神さん神がかり」と揶揄されていた[37]。「海軍の辻政信」とも言われた[38]。海兵同期の有田雄三によれば、「明朗、陽性、生一本、万事に積極的、頭脳明敏、感覚鋭敏、努力型だったこと衆目の見るところであろう」「コリ性だったが、あきらめが早すぎ唯我独尊でわがままな点もあった」という[2]。淵田美津雄大佐は、「名は体を表すというが、神が徳を重ねるというほどの信念の人」という[2]。野元為輝少将によれば、神は内地にいるときは偉そうなことを言うが、現地では弱いという[39]。中島親孝によれば、神は天才的性格で自分で考え、人にあまり相談せずぽんと決めるが、状況が変わるとくるっと変えるので連絡がうまくいかないことがあったという[40]。
- ガダルカナル島攻防戦において第十七軍参謀長だった宮崎周一陸軍少将は「大前〔敏一〕ハ相当ノ識能ト腕トヲ有ス、先ニハ第八艦ノ作主ナリシ由、神ハ事ノ観察及決定稍軽卆ノ感アリ」と記録している[41]。
- 福井静夫（太平洋戦争時、海軍技術士官）によれば、神大佐は第一次世界大戦のドイツ帝国海軍の最後について批判していた[42]。ドイツ海軍の主力艦艇はジュットランド沖海戦で敗れたあと温存され、燃料不足の末に無条件降伏し、最終的に抑留先のスカパ・フローで自沈した[43]。神大佐からドイツ海軍への批判や印象を聞いていた福井によれば、レイテ沖海戦や坊ノ岬沖海戦で連合艦隊の主力艦が特攻的に運用されたのは、第一次世界大戦のドイツ海軍の最後を踏まえたものではないかと回想している[44]。

## 年譜
- 1900年（明治33年）1月23日- 鹿児島県出水郡高尾野村（現在の出水市）生
- 1917年（大正6年）10月10日- 海軍兵学校補欠募集入校
- 1919年（大正8年）10月8日- 成績優等章授与
- 1920年（大正9年）7月16日- 海軍兵学校卒業  海軍少尉候補生・装甲巡洋艦「浅間」乗組
  - 8月21日- 練習艦隊遠洋航海出発 基隆〜馬公〜香港〜シンガポール〜コロンボ〜ダーバン〜ケープタウン〜リオデジャネイロ〜サントス〜モンテビデオ〜バヴィアブランカ〜バルパライン〜イキケ〜カヤオ〜タヒナ〜トラック〜サイパン〜母島〜父島方面巡航（西廻り世界一周）
- 1921年（大正10年）4月2日- 帰着
  - 4月9日- 2等巡洋艦「矢矧」乗組
  - 6月1日- 任 海軍少尉
- 1922年（大正11年）7月12日- 海軍砲術学校普通科学生
  - 12月1日- 海軍水雷学校普通科学生
- 1923年（大正12年）3月30日- 1等海防艦「八雲」乗組 少尉候補生指導官附 
  - 11月7日- 練習艦隊遠洋航海出発 上海〜マニラ〜シンガポール〜バタヴィア〜フリーマントル〜メルボルン〜ホバート〜シドニー〜ウェリントン〜オークランド〜ヌーメリア〜ラバウル〜トラック〜パラオ〜サイパン方面巡航 
  - 12月1日- 任 海軍中尉
- 1924年（大正13年）4月5日- 帰着
  - 4月10日- 1等駆逐艦「矢風」航海長心得兼分隊長心得
  - 12月1日- 戦艦「山城」分隊長
- 1925年（大正14年）12月1日- 任 海軍大尉・海軍砲術学校高等科第25期学生
- 1926年（大正15年）11月27日- 海軍砲術学校高等科優等修了
  - 12月1日- 戦艦「伊勢」分隊長
- 1927年（昭和2年）12月1日- 戦艦「扶桑」分隊長
- 1928年（昭和3年）12月10日- 海軍兵学校教官兼監事
- 1930年（昭和5年）12月1日- 巡洋戦艦「霧島」分隊長
- 1931年（昭和6年）10月24日- 海軍軍令部第1班第2課
  - 12月1日- 任 海軍少佐・海軍大学校甲種第31期学生
- 1933年（昭和8年）5月20日- 海軍大学校甲種卒業 卒業時成績順位24名中首席
  - 5月23日- 巡洋戦艦「霧島」副砲長兼分隊長
  - 11月15日- 軍令部出仕
  - 12月6日- ドイツ駐在
- 1935年（昭和10年）4月1日- 在ドイツ日本大使館附海軍駐在武官府補佐官補
  - 12月11日- 帰朝
- 1936年（昭和11年）3月10日- 海軍省出仕 兼軍令部出仕
  - 3月19日- 海軍省軍務局第1課 兼艦政本部出仕
  - 12月1日- 任 海軍中佐
- 1937年（昭和12年）11月20日- 兼 大本営海軍報道部員
- 1938年（昭和13年）5月18日- 免 艦政本部出仕
- 1939年（昭和14年）5月1日- 第五艦隊司令部参謀
  - 11月15日- 軍令部第1部第1課 兼大本営海軍参謀
- 1940年（昭和15年）11月15日- 兼 陸軍参謀本部参謀
- 1941年（昭和16年）10月15日- 任 海軍大佐
- 1942年（昭和17年）6月15日- 横須賀鎮守府附
  - 7月14日- 第八艦隊司令部参謀
- 1943年（昭和18年）6月14日- 第5艦隊司令部附
  - 6月22日- 軽巡洋艦「多摩」艦長
  - 12月15日- 海軍省教育局第1課長
- 1944年（昭和19年）5月15日- 海軍省教育局第2第3課長兼務
  - 7月13日- 連合艦隊司令部参謀
  - 10月2日- 兼 南方軍司令部参謀
- 1945年（昭和20年）4月25日- 兼 海軍総隊司令部参謀
  - 6月20日- 第10航空艦隊参謀長
  - 9月15日- 青森県津軽海峡において飛行機事故により殉職 享年45 海軍少将に特別進級